# 桃園站前商圈

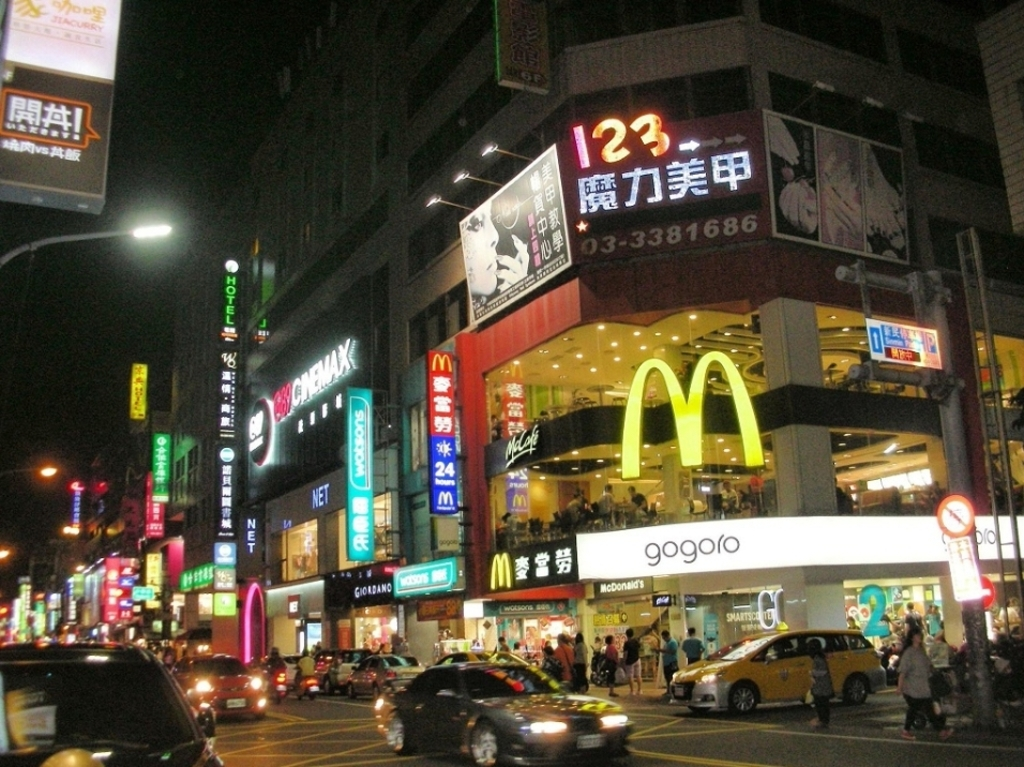
桃園站前商圈一處街景（中正路）

桃園站前商圈或桃園火車站商圈是指圍繞臺鐵桃園車站形成的商圈，為臺灣桃園市桃園區的主要商業區之一，亦為該區傳統意義上的區中心，與中壢區的中壢站前商圈並列為全市兩大傳統核心。
桃園站前商圈最主要的幹道為中正路，因此有時候也會被稱為桃園中正路商圈。

## 商圈概要
桃園站前商圈主要可分為兩大區域，分別為以中正路、復興路、成功路等路為發展核心的商圈前段，以及以博愛路、桃園景福宮、新民街為核心的商圈後段。

### 前段
桃園站前商圈前段是流行文化聚集的地方，也是桃園區全區的商業與交通中心。此地有數間大型銀行、百貨公司與連鎖零售店進駐，以及眾多販售服飾、飲食、3C、美妝商品等等的商家，結合當地便捷的大眾運輸，使得這裡始終充斥著絡繹不絕的人潮。

### 後段
桃園站前商圈後段是個歷史較悠久、傳統文化氣息較濃厚的區塊。此地以桃園景福宮的信仰文化為主要特色，並有許多頗具盛名的傳統廟口小吃，除此之外當地商家還積極發展文創產業。有時也會單獨被稱為博愛商圈或景福宮商圈。

## 商業設施

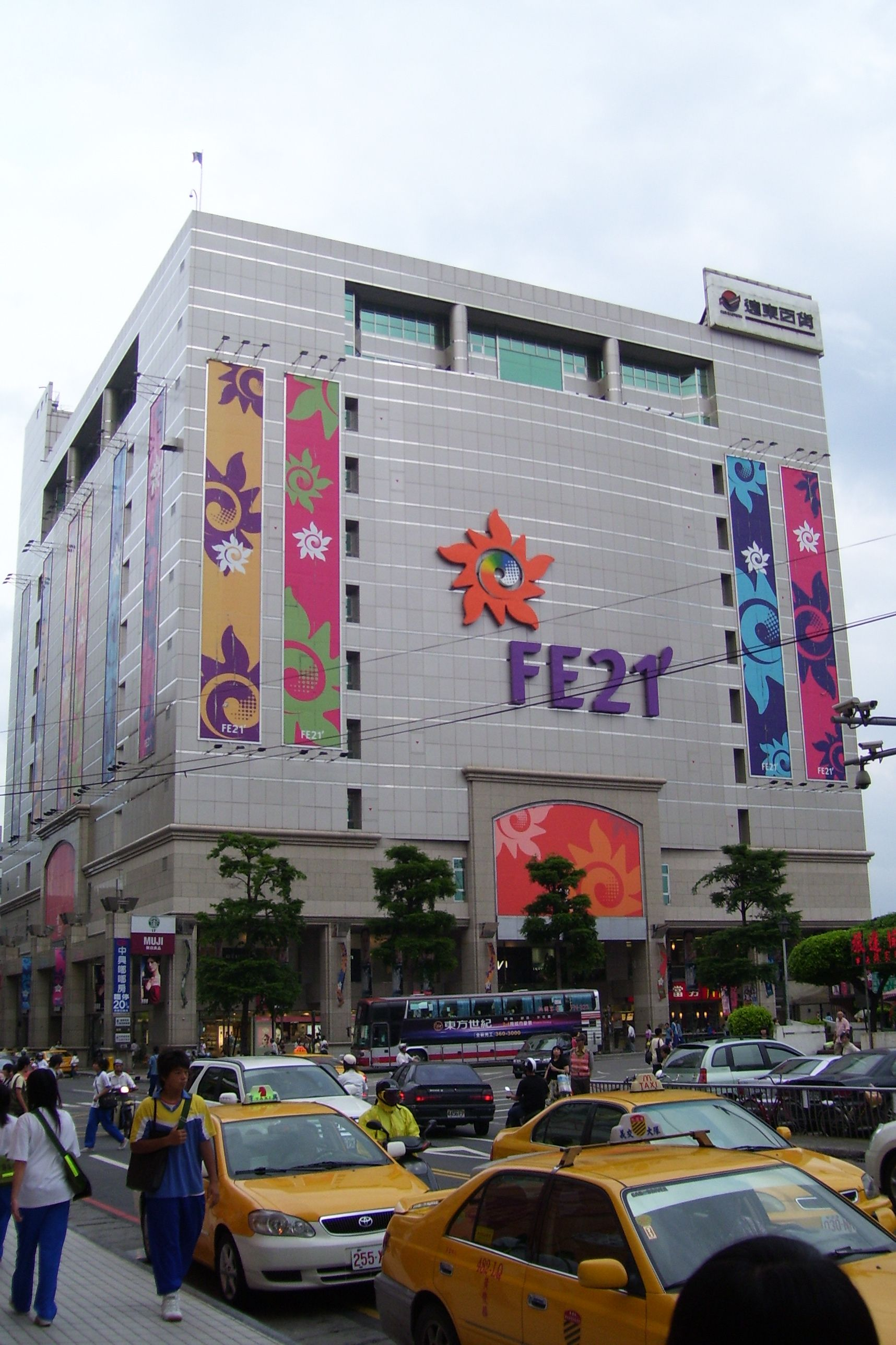
遠東百貨桃園店
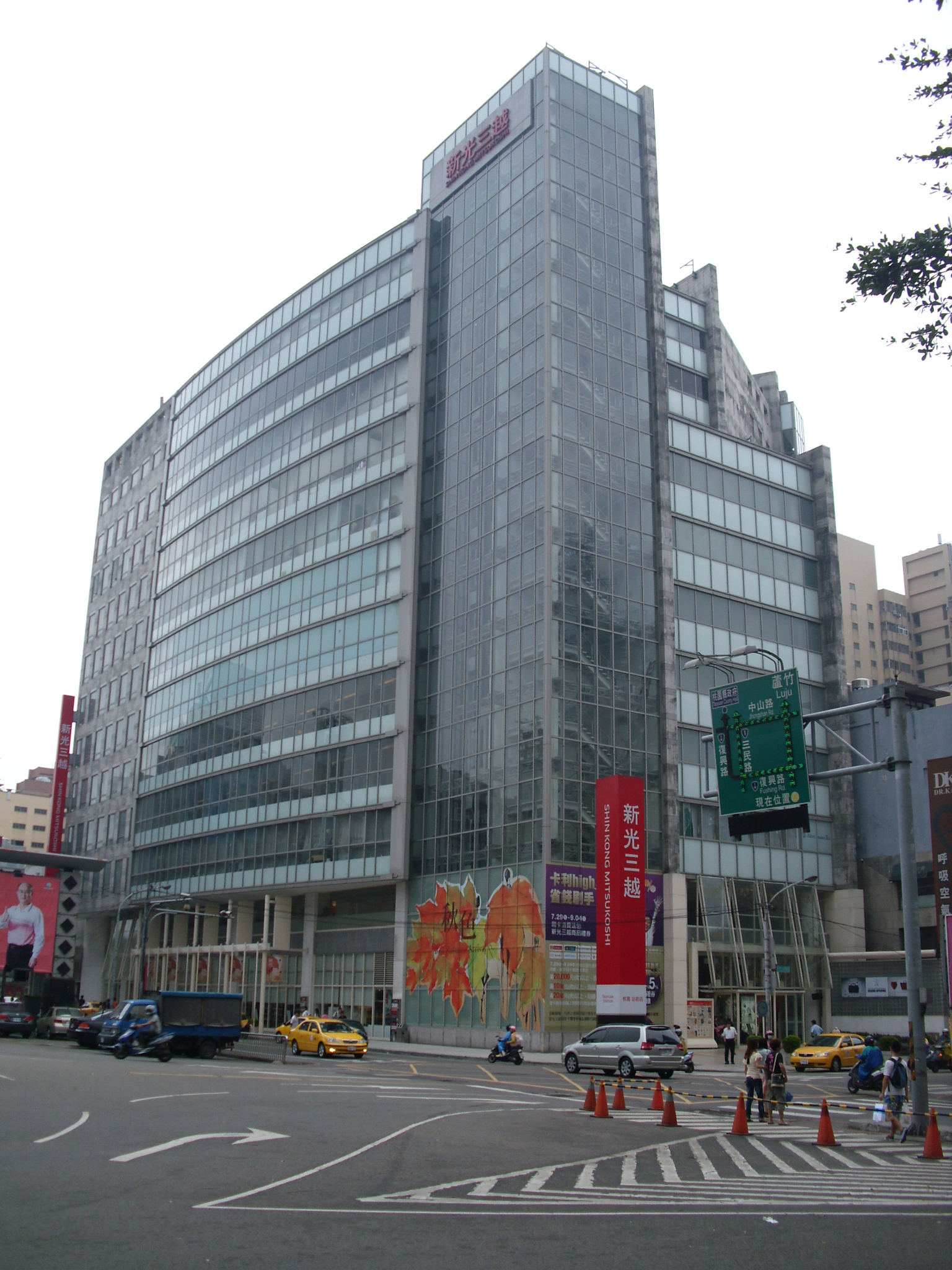
新光三越百貨桃園站前店
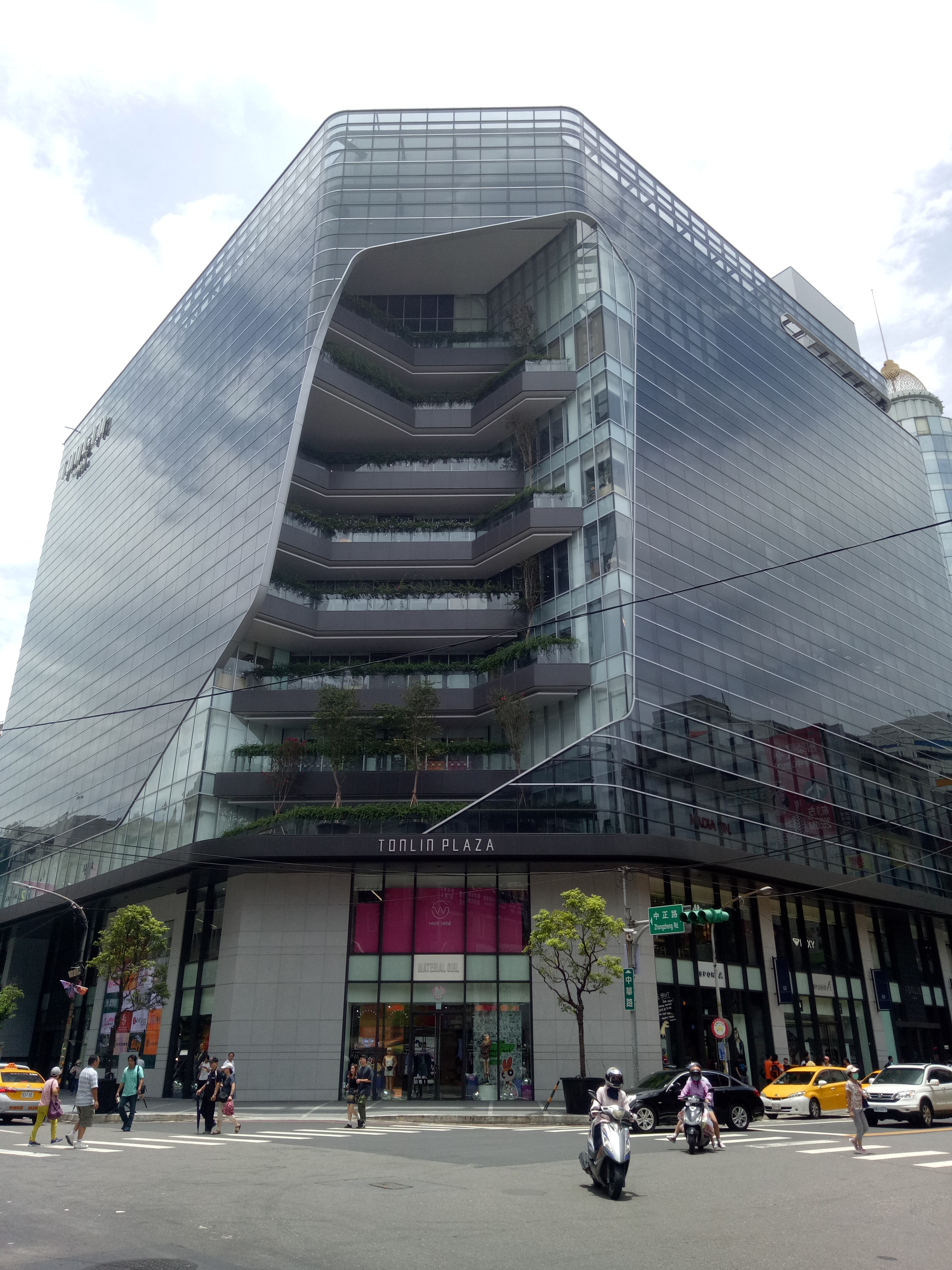
統領廣場

### 百貨公司
- 遠東百貨桃園店
- 新光三越百貨桃園站前店
- 統領廣場（原統領百貨桃園店）

### 零售店
- 光南大批發桃園成功店
- 光南大批發桃園中華店
- POYA 寶雅桃園中正店
- DAISO 大創桃園中正店
- 屈臣氏中正店
- 墊腳石桃園中華店

### 娛樂
- 桃園站前In89豪華數位影城
- 好樂迪桃園復興店
- 好樂迪桃園來來店
- 錢櫃 PARTY WORLD桃園中華店

### 銀行
- 臺灣銀行桃園分行
- 合作金庫銀行桃園分行
- 彰化銀行桃園分行
- 臺灣土地銀行桃園分行
- 國泰世華銀行桃園分行
- 兆豐銀行桃興分行
- 兆豐銀行桃園分行
- 台北富邦銀行桃園分行
- 元大銀行桃園分行
- 元大銀行成功分行
- 第一銀行桃園分行
- 新光銀行桃園分行
- 遠東國際商業銀行桃園分行
- 華南銀行桃園分行
- 三信商業銀行桃園分行

### 郵局
- 中華郵政桃園成功路郵局
- 中華郵政桃園民生路郵局

### 其他
- ATT筷食尚
- 桃園77藝文町

## 歷史
桃園站前商圈的發展最早可追朔於清治時期康熙年間，當時的漢人移民為了與附近的龜崙社原住民進行交易而群聚在此地形成市街。後在嘉慶年間曾發生械鬥，當地居民為防範聚落再受波及而以桃園景福宮為中心開始修建城池，即後來所稱的桃園城，範圍約在今日的三民路、成功路、春日路之間，在當時便成為了桃仔園的經濟與信仰中心。
到了清治末期至日治初期左右，隨著桃園車站的開業與桃園城城牆拆除，此地發展核心開始逐漸南移，並在舊城內與鐵路之間的地方形成了新興市街，在當時被稱作新街，在往後的一百多年間發展逐漸超越過往的城內地區。如今的桃園站前商圏已是個放射狀的商業地帶，愈靠近桃園車站的地段愈繁榮。